# Ácido glicurônico

## Definição
O ácido glicurônico (português brasileiro) ou glicurónico (português europeu) (também escrito como glucorônico, glucorónico, glicorônico, etc; do grego antigo γλυκός "doce" + οὖρον "urina") é semelhante à glicose, com a diferença de que no sexto átomo de carbono há um grupo carboxila e ao invés de uma hidroxila. Este composto é particularmente importante no mecanismo de desintoxicação das células. Moléculas lipossolúveis, que não podem ser eliminadas na urina ou bile (soluções aquosas), devem reagir com ácido glicurônico, para que sua excreção ocorra. Esse processo que ocorre no fígado é conhecido como conjugação com o ácido glicurônico. A difusão da bilirrubina também segue este processo.

## Eliminação
O ácido glicurônico é excretado principalmente através da urina e na forma de dióxido de carbono pela respiração. Pouquíssima quantidade de ácido glicurônico é fixada nos tecidos. A alta polaridade e eliminação do ácido glicurônico pelos rins é utilizada como estratégia para a eliminação de fármacos: a maioria dos fármacos sofre hidroxilação oxidativa pelas enzimas isoisômeras do citocromo P450. A partir dessa hidroxilação, o fármaco pode então ser conjugado enzimaticamente a uma molécula altamente polar, como o ácido glicurônico ou a glicina, que então aumentam a velocidade de excreção do composto pela urina.

## Ácido glicurônico na matriz extracelular
Moléculas de ácido glicurônico, conjugados através de ligações β (1 → 3) a moléculas de N-acetil-D-glicosamina, constituem as unidades dissacarídicas que formam o ácido hialurônico, ligadas umas às outras através de ligações β (1 → 4). O ácido hialurônico pode conter de 250 a 25000 dessas unidades e é um importante glicosaminoglicano (GAG) de matriz extracelular, estando presente também no líquido sinovial e no humor vítreo dos olhos, além de ocorrer nas cápsulas de algumas bactérias. Os resíduos de ácido glicurônico tornam o ácido hialurônico altamente aniônico, fazendo com que esse GAG tenha alta afinidade por cátions como K+, Na+ e Ca2+. Além disso, com grande quantidade resíduos aniônicos mutuamente repelentes e sua alta massa molecular faz com que o ácido hialurônico ocupe um volume 1000 vezes maior quando em solução aquosa, comparado ao seu estado seco. Isso modula a viscosidade de soluções e sistemas contendo esse GAG.

## Virulência
Além de ser um dos componentes da matriz extracelular e participar de interações célula-célula, já foi demonstrado que o ácido glicurônico é essencial para a formação das cápsulas de patógenos, como é o caso da levedura Cryptococcus neoformans, que causa meningite letal em quase 200 mil pacientes imunocomprometidos por ano. Li e colaboradores demonstraram que, sem o transportador de ácido glicurônico na levedura, não há formação de cápsula, o que as torna mais suscetíveis a estresse e à fagocitose por células imunes, além de não serem virulentas. Logo, existe uma correlação direta entre a presença do ácido glicurônico nessas células e sua patogenicidade.